# Chester (Maine)
Chester es un municipio situado en el condado de Penobscot, Maine, Estados Unidos. Tiene una población estimada, a mediados de 2022, de 550 habitantes.

## Geografía
La localidad está ubicada en las coordenadas 45°25′59″N 68°30′21″O / 45.43306, -68.50583 (45.433183, -68.505804). Según la Oficina del Censo de los Estados Unidos, tiene una superficie total de 118.71 km², de los cuales 118.70 km² corresponden a tierra firme y 0.01 km² están cubiertos de agua.

## Demografía
Según el censo de 2020, en ese momento había 549 personas residiendo en la localidad. La densidad de población era de 4.6 hab./km². El 95.08% de los habitantes eran blancos, el 0.18% era amerindio, el 0.36% eran asiáticos y el 4.37% eran de una mezcla de razas. No había hispanos o latinos viviendo en la zona.